# إم. ويليام براي
إم. ويليام براي هو محامي وسياسي أمريكي، ولد في 25 سبتمبر 1889 في مقاطعة كلينتون في الولايات المتحدة، وتوفي في 17 يناير 1961 في أوتيكا في الولايات المتحدة. نشط حزبياً في الحزب الديمقراطي. وقد انتخب نائب حاكم نيويورك ‏.